# ほぼ100円ショップ
ほぼ100円ショップ（ほぼひゃくえんショップ）は、かつてフジテレビ系列で放送されていたバラエティ番組『はねるのトびら』内のコーナーの一つである。

## 概要
2006年7月5日に初めて放送されて以降「ギリギリッス」「回転SUSHI」「オシャレ魔女 アブandチェンジ」等と共に番組の主力コーナーとなった。また、「ギリギリッス」と共にゴールデンタイム移行直後から番組終了直前まで長期に渡り継続された数少ないコーナーであった。放送された期間は6年1ヶ月と、最も長かった。
100円ショップの店内を模した「The・ダイタイソー」を舞台に、用意された品物の中から100円の商品を推理して購入するゲームである。ダイタイソーの由来は大創産業が運営していた100円ショップ「The・ダイソー」（現：ダイソー）のパロディで、「大体そう（大体100円）」とのダブルミーニングとなっている。セットも同社の協力の下で当時の店内を再現していた他、選択肢となる品物も同社から提供された（後述）。なお、最初期（第2回まで）はダイソーではなく同業他社のクリスタルの店名とロゴを実名で使用して収録・放送していたが、クリスタルの親会社が偽装請負で行政処分を受けたことで変更された。
紹介テロップは「ほぼ100円ショップBattle.x（xには数字が入る）」。「ほぼ100円ショップBattle.1」は、ほとんどの回で「見分けがつかない高額商品が混ざっている」であった。
主に使用されるBGMはマントヴァーニの『スウェーディッシュ・ラプソディ』（原曲はスウェーデンの作曲家ヒューゴ・アルヴェーンが作曲した『スウェーデン狂詩曲第1番《夏至の徹夜祭》作品19』）で、残りの高額商品数を表示する際や、高額商品の説明を行う際などに流れる。

### 基本ルール
売り値が「100円の商品」と「100円を超える高額商品」が混ざってサッカー台に置かれており、その中から高額商品を避けて100円の商品を1点ずつ選んで購入する。100円の商品か高額商品のいずれかが全て買い終わると終了となる。
商品はダイソーなどの100円ショップで実際に販売されている品物に限らず、日本国外における「99セントショップ」「10元ショップ」「1000ウォンショップ」などの100円ショップに相当する店舗で販売された商品、あるいはリサイクルショップ、骨董市、フリーマーケットなどで調達した価値の低い中古品もある一方、一見安っぽいが実は価値がある高額商品まで多様で、一目で100円か否かを見分けるのは難しい。
2007年11月21日放送分以降、パロディ元の大創産業が「100円に見えないダイソー商品」を提供していることが明らかになり、以後はダイソー商品である場合はレジ係の伊藤さおりが「（我らが）ダイソー商品でございます」と注釈を入れる様になった。商品によっては背後のコーナーセットに同じ品物が陳列されていたこともあり、その場合は結果発表時に北陽から「そちらにございます」などと説明された。
購入を決めた商品は、レジにある銀色のプレートに置くことで最終決定となり、プレートに商品を置いた時点で変更が出来なくなる。その後に虻川美穂子が商品にバーコードリーダーを当て、同時に伊藤がモニターに代金を表示して値段を発表し、購入者が代金を支払う。選んだ品物は値段に関係無く自腹で買い取らなければならず、高額商品を引き当てた場合は事実上罰ゲームを兼ねていた。商品に触れた際に破損させた場合は、破損させた当事者が強制的に購入させられていた。食品が商品として用意された場合は、試食すると破損ないし購入と同じ扱いとされたため、基本的に香りや見た目のみで判断しなければならない（100円の商品とみなして購入する場合は、その場で食べても構わない）。複数人で分け合って試食した場合は、食べたうちの誰かが買い取りとなる。なお、本物の骨董品や学術的価値のある高価な品物（数千万円から1億円超えのケースもあった）がネタ的に置かれていることもあり、これらは適当なタイミングでゲームから除外されていた（品定めのために破損しかけたり素手で触ろうとしたりした際に阻止されて発表されることも多かった）。
100円の商品はレジのモニターに「100円」と表示され、虻川に「100円でございます」と伝えられる。100円ではない場合はモニターに「???円」と表示され、虻川に「100円ではございません」と伝えられ、購入者の焦りを誘う。再度バーコードリーダーで商品を読み取ると、実際の代金が表示される。基本的には数万円以上の高額な代金を請求されるが、稀に「0円」（無料）や100円未満の低額商品というケースもある。したがって「???円」と表示された場合は、0円の可能性に望みを託すという、心理的な揺さぶりも掛かっていた。ちなみに高額商品の価格は税込み表示だが、100円の商品は税抜きで「100円」で統一されていた。
コーナーの開始当初は初めに高額商品の品数が知らされていたが、後に品数は伏せられるようになった。ゲームが進んで品数がある程度減った段階で、出演者から虻川や伊藤に残りの品数を尋ねる形で、残りの高額商品の数が発表されるようになった。100円の商品が全て選ばれた場合、残る高額商品の値段を公開してゲーム終了となるが、この際はレジのモニターに「???円」を表示する演出はなく、虻川がバーコードリーダーを当てるとすぐに代金を表示する。
所持金が足りない場合、当初は番組プロデューサーや他のゲストから借金をして支払っていたが、2012年4月25日放送分からはセット脇に設けられた「経理室分室」へ移動し、磨りガラス越しに借金の手続きをするルールに変更された。

## 登場メンバー
主婦という設定で女装したレギュラーメンバー（○○家の奥様）とゲストが100円ショップに買い物に訪れたという設定でコーナーが始まる（初回からしばらくはレギュラーメンバーのみで行われていた）。
塚地家の奥様から「改めて言うわよ、ここのほぼ100円ショップは殆どの商品が100円なんだけど、中には高額の物もいくつか混ざっているという…」などとルール説明が行われ（番組中期頃以降は省略された）、その後にたまたま買い物に来ていた芸能人を発見したという流れでゲストが紹介されるのが恒例となっていた。
2011年3月9日の放送では「決算セール」と称し、全18品中13品ある100円の商品を3つ選ぶことが出来れば、これまでに支払ってきた高額商品の代金を番組が全額返金するルールで行われた（ゲストの岡田准一も過去の放送で高額商品を買っているため対象）。ただし梶原は4品破損、堤下は1品（植物）を枯らしてしまったため、その分は返金対象外となる。塚地と秋山が精算を果たし、それぞれ約352万円、約83万円が返金された。同年4月からは企画がリニューアルされ、全額返金を果たした塚地・秋山がコーナーを卒業し、それ以降はお笑い芸人が奥様としてゲスト出演する事が恒例となった。
番組末期になると、様々なゲストがチームを組んで参戦する対抗戦方式が多くなり、奥様方の出番は大幅に減少した。代わりにキングコングの2人（西野が単独で行う事もあった）が進行役として出演し、コーナーを仕切る機会が増えた。

### 常連客
- 梶原家の奥様（梶原雄太）
  - トップバッターでありゲストの前の順のためプレッシャーを感じている。初期に自腹が多かった為か、品選びは慎重。
  - 商品の扱いが雑で壊してしまうことがあり、「育ちが悪い」といじられる。壊した商品を買い取ったら高額であったということもしばしば。
  - また挑発に乗りやすいタイプらしく、市川海老蔵の回にはもし市川が100円のものを選んだ場合、残った高額商品を10倍の額で買うという賭けをして負けた事も。
  - 累計自腹額は上述の2011年3月9日放送分、「決算セール」開始時点で約288万円だったが、高額商品を初っ端から2連続で買い取ってしまったため、300万円を越えた。
- 塚地家の奥様（塚地武雅）
  - 豹柄の服など典型的な大阪のおばちゃんの扮装。
  - かつて仏壇屋に勤務していたためか石などの目利きに優れており、「昔サラリーマンやっててよかった。」との発言がある。
  - 高額と疑われる商品にあえて挑戦する「ぶっこわし」がコーナーの名物だった。しかし、これが災いして高額商品を購入してしまうケースも他の奥様方と比べると多かった。
  - 「まんだらけ系」商品（ヴィンテージ玩具など）に弱い。
  - 堤下の「安全ランキング」に対し、「つまんねぇんだよ!」「高くあれ!」と言うなど最も批判的。
  - 2008年12月24日放送分から2009年3月11日放送分までの3回、骨折のため欠席したが、5月20日放送分から復帰した。
  - 累計自腹総額は奥様方の中でも断トツの約352万円だったが、決算セールにて精算を果たし卒業、同額が返金された。
  - 2011年11月23日放送分では、ゲストの菅野美穂の発言がきっかけで待機していたところを呼び出され、扮装なしで復帰した。
  - 2012年5月9日放送分では、ゲストの小栗旬と岡田将生が出演している映画「宇宙兄弟」繋がりで実の弟と共に参戦し「兄弟対決」を行った（しかし、この時塚地は弟が参戦する事を全く聞かされておらず非常に困惑していた）。なお、この際はレギュラー時と同じく奥様姿で参戦していた。
- 堤下家の奥様（堤下敦）
  - 6回目（2006年10月18日放送）以降「安全ランキング」なる独自の分析方法を取り入れているが、騒々しいパフォーマンスも相まって他のメンバーやゲストには不評である。もっとも、これを取り入れて以来高額商品を引くことが少なくなり、塚地のぶっこわしと並ぶコーナーの名物になりつつあることを考えると、それなりに周囲には認知されている模様。また携帯電話の公式サイトでも、安全ランキングをつける場面をモチーフにしたゲームが登場している。
  - 2007年3月7日放送分までは、レギュラーでは自腹額が最多だった。
  - 安全ランキングを批判されると暴力や暴言で対抗する。デヴィ夫人に対して「殺すぞ」と発した事もある。
  - 風貌に似合わず、アロマや浴室用品などインテリア系統のオシャレな商品に詳しい。
  - 時折、奥様方から“堤下 敦”の名前を弄られることがある（例・顔面下 手術し、顔を拭くみ下 ティシュし、かつら下 ビショし、出ねぇかな下 楽しみし、馬鹿み下 猪し、玉三下 突きし、いずれみ下 事故し[6]など）
  - 最近ではサングラス芸（松田優作の殉職シーンのマネ）など商品を使った小芝居をやるのがお約束となっている。
  - 累計自腹額は2011年3月9日放送時点で約137万円。
- 馬場家の奥様（馬場裕之）
  - 目立たないキャラとして弄られることが多く、品選びを早く終わらせるよう強制されるなど極めて扱いが悪い。その出番の少なさを親に心配されたり、「どうせ自分のシーンはカットされるから」と自虐的な態度を見せることも（「帰ろ」とスタジオを後にしようとしたことさえある）。
  - 安全ランキングに対しては奥様方のなかで最も肯定的であり、便乗することもある。
  - 鉄工所でアルバイトしていた経験から工具類には特に強い。
  - 工具類以外にも、妙な部分で狭く深い知識を発揮することがある。2008年4月2日放送ではペイントされただけのコンクリート片をベルリンの壁であると見抜いていた。また、過去には、蛙の像を見てモチーフとなっている蛙の種類を当てたこともあったが、高額商品であることは分からず、結局高額自腹を切ることになってしまった。
  - 累計自腹額は23万7000円とレギュラーメンバーの中では最も少なかった。（2008年4月2日放送分まで）
  - 2009年5月20日放送分にて、塚地の復帰と秋山の残留に伴い降板させられた。この事はコーナー内では触れられず、同日放送の「ぬるま湯温泉」で扱われた。
- 秋山家の奥様（秋山竜次）
  - 塚地が骨折で入院したことによりコーナーの欠員が出たため、2008年12月24日放送分から急遽参加した。
  - おばちゃんキャラを忠実に演じようとするが、元来の熟女好きな性癖を隠さず、ゲストのアグネス・チャンにあからさまなセクハラ行為をした。また、元々言葉使いが平時から他の奥様方よりも乱れがちであった。
  - 幼馴染みで親友の馬場が粗末な扱いを受けてもフォローせず、むしろ冷たい態度を示していた。ただしこれはあくまで番組内のネタである。
  - 2009年3月11日放送の途中に塚地が復帰した後もレギュラーに残留することが決まり、馬場の正式な降板の発表があった次の5月20日放送から馬場に替わって正式なレギュラーとして参加。事実上馬場の後継者となった。
  - 秋山独自の目利き方法として､様々な動物や機械等に扮して100円かどうかを見極める「100円○○」（犬､猫､鶯､三線など）を行うが､肝心な目利きに関しては「高そう」「怪しい」「分からん」などと曖昧に答え､奥様方に突っ込まれる。
  - 自腹総額は2011年3月9日放送時点で約83万円だったが、決算セールにて精算に成功し同額が返金された。

※自腹額には2006年8月23日放送分の割り勘を含む。100円の商品の購入分は含まない。累計自腹額は2008年4月2日放送分までの総計。
商品を選択する順番
- 第2回まで
  - 梶原→堤下→馬場→塚地
- 第3回から
  - ゲスト1名 / 梶原→ゲスト→塚地→堤下→馬場
- 例外（2006年10月18日） / 塚地→ゲスト→梶原→堤下→馬場
- ゲスト2名 / 梶原→ゲスト1→塚地→ゲスト2→堤下→ゲスト1→馬場→ゲスト2
※3名の場合も同様。2007年7月25日放送（ゲストは豊田皓フジテレビ社長の1名のみ）もこのパターンである。
- 2008年12月24日放送-2009年3月11日放送 / 塚地の番を秋山が担当。
- 2009年5月20日放送- / 塚地が復帰し馬場の番を秋山が引き継ぐ。

### 店員（レジ係）
主に北陽の2人が担当していたが、ごく稀に別の人物が担当する事もあった（後述）。レギュラーメンバーの支払い合計額が大台に達した際に、店員から粗品が贈呈されていた(贈られる品物はタオルなど、名実共に粗品なものばかりだった)。
- 虻川美穂子
  - レジの読み取りと値段発表を担当し、溜め時間や顔芸などで客の心理を翻弄する（コーナー開始当初は冷静にあっさりと読み取りしていたが、回を重ねる毎に溜めの時間が長くなり顔芸も激しくなっていった）。ただ、速水もこみち・山下智久・玉木宏などのイケメンタレントが来店した際には、読み取り機をイケメンタレントの方に向けたり(価格表示にハートマークが表示される)、連絡先を渡すなど下心丸出しの行動を取る事もあれば、商品価格や残りの高額商品数をあっさり教える事もあった。また番組中期以降は最初に品数を言う際、ゲストにちなんだダジャレを言うのがお約束だった。
  - 番組末期になると客側に周り、他のゲストとチームを組んでコーナーに参加する事も多くなった。
- 伊藤さおり
  - 主に商品の説明を担当し、このコーナーでは眼鏡を掛けていた。初期の頃は、何品中何品が高額商品かの発表も担当していたが、後に虻川にその役目が移った。後述の「メンバー全員参加SP」で参戦した回を除けば、虻川とは異なり客側に周る事は無く、終始レジ係に専念していた。
- 伊藤かずえ
  - 虻川が客側に周った際の代理として番組末期に数回出演。自己紹介する際は同じく「伊藤」姓の伊藤さおりと共に「W伊藤」を名乗っていた。
- 加藤綾子
  - 2011年3月16日放送の「メンバー全員参加SP」において北陽の2人が客側に周ったため代理として出演。
- 中村仁美
  - 2011年5月25日放送の「メンバー全員参加SP」において北陽の2人が客側に周ったため代理として出演。

## 奥様が考案したルール

### 安全ランキング
堤下が考案したものであり、その名の通り残った商品を安全性の高い（安い）と思われる順にランクするものである。しかし根拠が非常に薄いため、ランキング1位が高額商品であることがしばしばある。当初は他の奥様にも浸透しかけたが、ランキングをつけることの無意味さから他の奥様に罵倒されることが非常に多く、ゲストにも冷たくあしらわれる。深田恭子に「役に立たないランキング」などと一蹴されていたりする。しかし、2007年4月4日のSPで長澤まさみ考案の「安全ランキング」ならぬ「まさみランキング」が登場した（堤下は長澤を「いい子」と評した）。内容は安全ランキングと同じ。堤下家の奥様が買った高額商品のほとんどは安全ランキング上位から選ばれている。また、まさみランキング上位のものも高額商品が多く、その一つを同じゲストの山下智久が買い取ってしまった。
その状態から脱するために安全ランキングに色々なバリエーションを加えている。1位と3位を入れ替える「安全ランキングII」、商品をピラミッド状に並べる「安全ランキングIII」、トーナメント戦の「安全トーナメント」、2チーム総当たり戦の「安全ランキングIV」（長過ぎて大幅にカットされた）など。
「危険ランキング」も時々登場している。危険度の高いと思う順にランクして並べていく。
尚、この各ランキング時にバックで流れるBGMはルロイ・アンダーソンの「The Typewriter（邦題 : タイプライター）」。参照8 堤下本人がBGMを口ずさみながら商品を並べることもある。

### ぶっこわし
他の奥様達に乗せられた塚地が敢えて危険な商品を選択する。同系統の商品が2種類あり、そのどちらか一方を選ぶ。おばさんのキャラを忘れて男気を見せる。リスクが高いものの、見事に高額を避けた場合はかなりの盛り上がりを見せる。BGMとして長渕剛の「とんぼ」が流れる事がある。当初は自主的に行うものだったが、次第に強制される様になった。
以下の流れが基本的に定着している。
1.塚地が商品選びに悩み、梶原が「悩んでるの?」と聞く
2.梶原が「これ持ってみなよ」と周りが高額と予想する商品を塚地に渡す。
3.「それとーー!!」と梶原が叫ぶ
4. 2と同様のことを堤下が行い、「それをーー!!」と叫ぶ
5.苦し紛れに塚地が「ぶっこわし!!」と宣言、商品を選んで購入する。
ゲストが歌手の場合は代表曲の替え歌を歌ったり、他のゲストにぶっこわしをやらせたりした。
原則は「どちらか一方」だが、2011年11月23日のスペシャルでは周りに煽られ、両方の商品を購入。結果はどちらも高額商品で無かった為、合計200円の出費で済んだ。
今田耕司もこれに挑戦したが、結果的に失敗して大枚を支払った。2度目は榮倉奈々に乗せられて再び挑戦したが又しても失敗。これらを併せて今田は52万円超を支払っている。

## 放送リスト

### 2011年3月以前
| No. | 放送日              | ゲスト                                          | 高額商品数                     | 備考 |
| --- | ------------------- | ----------------------------------------------- | ------------------------------ | --- |
| 1   | 2006年 7月5日       | なし                                            | 20品中3品                      | |
| 2   | 7月12日             | なし                                            | 15品中2品                      | |
| 3   | 8月23日             | 西川きよし 西川ヘレン                           | 16品中3品                      | 2時間スペシャル内での放送。「The ダイタイソー」のコントセットが初登場。 西川夫妻と奥様チーム（レギュラーメンバー）での対抗戦で、高額商品の支払いはチームの割り勘で負担。 |
| 4   | 8月30日             | なし                                            | 9品中2品                       | |
| 5   | 10月4日             | 早見優 松本伊代 堀ちえみ                        | 16品中5品                      | 2時間スペシャル内での放送。 |
| 6   | 10月18日            | 八嶋智人                                        | 15品中4品                      | |
| 7   | 11月8日             | なし                                            | 10品中3品                      | |
| 8   | 11月22日            | ユンソナ                                        | 13品中3品                      | |
| 9   | 12月13日            | 泉ピン子                                        | 14品中3品                      | |
| Ex  | 12月20日            | クリスマススペシャル（総集編）                  | クリスマススペシャル（総集編） | クリスマススペシャル（総集編） |
| 10  | 2007年 1月3日       | 小泉孝太郎 上戸彩                               | 16品中5品                      | 新春2時間30分スペシャル内での放送。 |
| 11  | 1月24日             | 片平なぎさ                                      | 13品中4品                      | |
| 12  | 2月21日             | 速水もこみち 泉谷しげる                         | 13品中4品                      | |
| 13  | 3月7日              | デヴィ・スカルノ                                | 13品中4品                      | |
| 14  | 4月4日              | 山下智久（当時NEWS) 長澤まさみ                  | 19品中7品                      | 2時間スペシャル内での放送。 |
| 15  | 4月18日             | タッキー&翼                                     | 15品中4品                      | |
| 16  | 5月16日             | 井森美幸                                        | 13品中5品                      | |
| 17  | 5月30日             | 大塚範一 皆藤愛子                               | 15品中6品                      | |
| 18  | 6月27日             | 堀北真希 小栗旬                                 | 15品中6品                      | |
| 19  | 7月18日             | 深田恭子                                        | 14品中4品                      | |
| 20  | 7月25日             | 豊田皓                                          | 11品中4品                      | 「ほぼ100円ショップin冒険王」として、お台場冒険王でのほぼ100円ショップブースで収録 |
| 21  | 8月29日             | 近藤真彦                                        | 13品中4品                      | |
| 22  | 10月3日             | 中尾彬 池波志乃                                 | 16品中7品                      | 2時間スペシャル内での放送。 |
| 23  | 10月24日            | 川合俊一 平井理央（当時フジテレビアナウンサー） | 13品中4品                      | |
| 24  | 11月21日            | 櫻井翔（嵐）                                    | 13品中4品                      | |
| 25  | 2008年 1月1日（火） | 上野樹里 玉木宏                                 | 16品中7品                      | 新春2時間スペシャル内での放送。 |
| 26  | 1月23日             | 小日向文也 要潤                                 | 13品中5品                      | 関東地区にて番組史上最高視聴率（24.1%/ビデオリサーチ）を獲得。 |
| 27  | 3月12日             | 大野智（嵐）                                    | 13品中5品                      | |
| 28  | 4月2日              | 相武紗季 水嶋ヒロ                               | 16品中7品                      | 2時間スペシャルでの放送。 |
| 29  | 4月23日             | 永井大 いとうあいこ                             | 13品中5品                      | |
| 30  | 5月28日             | 綾瀬はるか 小出恵介                             |                                | |
| 31  | 7月2日              | 米倉涼子                                        |                                | |
| 32  | 9月24日             | 堀北真希 生田斗真                               | 15品中6品                      | 2時間スペシャルでの放送。 |
| 33  | 10月29日            | 菊川怜 福田沙紀                                 |                                | |
| 34  | 11月19日            | Gackt                                           | 13品中5品                      | |
| 35  | 12月24日            | 仲村トオル 松たか子                             |                                | 2時間スペシャルでの放送。 この回より塚地家の奥様が番組内でのけがの影響で欠席し、秋山家の奥様が代役として初登場。 |
| 36  | 2009年 2月4日       | 勝俣州和 はしのえみ                             | 14品中5品                      | |
| 37  | 3月11日             | アグネス・チャン ローラ・チャン                 |                                | 馬場家の奥様はこの回で出演終了。 |
| 38  | 5月20日             | 観月ありさ 松下由樹                             |                                | 塚地家の奥様が復帰。馬場家の奥様に代わり秋山家の奥様が残留。 |
| 39  | 6月17日             | さだまさし 長澤まさみ                           |                                | 2時間スペシャル内での放送。 |
| 40  | 7月1日              | 11代目 市川海老蔵                               |                                | |
| 41  | 7月29日             | 吉川晃司                                        |                                | |
| 42  | 8月26日             | 綾瀬はるか                                      |                                | |
| 43  | 10月21日            | 松本潤（嵐）                                    |                                | |
| 44  | 11月18日            | 阿部サダヲ 竹内結子                             |                                | |
| 45  | 12月9日             | 野村克也 野村沙知代                             |                                | |
| 46  | 2010年 1月20日      | 榮倉奈々 杏                                     |                                | |
| 47  | 2月17日             | 木村佳乃 五十嵐隼士                             |                                | |
| 48  | 4月7日              | 西田敏行 柴咲コウ                               |                                | 2時間スペシャル内での放送。 |
| 49  | 5月19日             | 菅野美穂                                        |                                | |
| 50  | 7月14日             | 松本潤（嵐）                                    |                                | |
| 51  | 7月21日             | 小出恵介 ムロツヨシ                             |                                | |
| 52  | 7月28日             | マツコ・デラックス                              |                                | |
| 53  | 8月18日             | 新垣結衣 生田斗真                               |                                | |
| 54  | 9月8日              | 市毛良枝 星野真里                               |                                | |
| 55  | 10月13日            | 明石家さんま                                    |                                | 2時間スペシャル内での放送。 |
| 56  | 10月27日            | 岡田准一（当時V6)                               |                                | |
| 57  | 11月24日            | 遠藤憲一 谷村美月                               |                                | |
| 58  | 12月1日             | 松山ケンイチ 近藤春菜（ハリセンボン）           |                                | 近藤は「寝起きもだめしバトル」に登場したキャラクター「半魚人」に扮して出演。 |
| 59  | 12月8日             | 道端ジェシカ 道端アンジェリカ 道端カレン        | 13品中6品                      | |
| 60  | 12月15日            | 高島彩 大塚範一                                 |                                | |
| 61  | 12月29日            | 雨上がり決死隊                                  |                                | 2時間30分スペシャル。 特別企画「堤下プロポーズ大作戦」に内包して放送され、堤下家の奥様のみレオタード姿で出演 |
| 62  | 2011年 1月26日      | 江口洋介                                        |                                | |
| 63  | 2月9日              | 島田紳助                                        |                                | 「人気4番組合体! ヘキサはねるホンマ!?123 4時間ブチ抜きスペシャル」に内包され、クイズ!ヘキサゴンⅡとのコラボレーションとして放送。 「ヘキサゴン」パート種録からそのまま収録が行われ、ヘキサゴンファミリーとはねトびメンバーがひな壇で観戦。 西野、つるの剛士、上地雄輔、具志堅用高も巻き込まれる形で目利きに参加した。 |
| 64  | 3月9日              | 岡田准一（当時V6)                               |                                | 「ダイタイソー大総決算セール」開催。 |
| 65  | 3月16日             | はねトびメンバー全員参加SP!!                    | はねトびメンバー全員参加SP!!   | はねトびメンバー全員参加SP!! |

### 2011年4月（リニューアル）以降
| No | 放送日         | 芸人メンバー（奥様）                                                                                       | ゲスト                                                   | 備考 |
| -- | -------------- | --- | -------------------------------------------------------- | --- |
| 66 | 2011年 4月20日 | 梶原、堤下、陣内智則                                                                                       | 阿部サダヲ 芦田愛菜                                      | |
| 67 | 5月25日        | 10周年記念はねトびメンバー全員参加SP!!                                                                     | 10周年記念はねトびメンバー全員参加SP!!                   | 香取慎吾（当時SMAP)が出演。 10周年記念スペシャル内での放送。                                                   |
| 68 | 6月29日        | 梶原、堤下、板倉                                                                                           | 渡部陽一、高島彩、石原良純                               | |
| 69 | 7月20日        | 梶原、堤下、板倉、陣内智則                                                                                 |                                                          | 花ざかりの君たちへ～イケメン☆パラダイス～2011撮影現場への出張スペシャル。                                      |
| 70 | 7月27日        | 梶原、堤下、板倉                                                                                           | 佐藤隆太、 麻生久美子、土師野隆之介                      | 「27時間テレビ緊急対応スペシャル」として「27時間テレビ2011」生放送開始前のセット（恋のかま騒ぎ）を借用し収録。 |
| 71 | 8月3日         | 梶原、堤下、板倉、後藤輝基（フットボールアワー）、 梶原美来子、梶原次子                                    | 松下由樹 、木村多江                                      | |
| 72 | 8月10日        | 梶原、堤下、板倉、陣内智則                                                                                 | FTISLAND                                                 | スタジオセットを韓国風にアレンジ。番組観覧を実施した。                                                         |
| 73 | 8月31日        | 梶原、堤下、板倉、陣内智則                                                                                 | 北原里英、 柏木由紀、 渡辺麻友、 高橋みなみ （当時AKB48) | 「人気バラエティ合体! はねるホンマ!?123 ブチ抜き!!ゆかた祭り」に内包の上放送。                                 |
| 74 | 9月14日        | 梶原、堤下、板倉、河本準一（次長課長）                                                                     | 篠原涼子 、加藤雅也                                      | |
| 75 | 10月19日       | 月・火・水対抗戦SP                                                                                         | 月・火・水対抗戦SP                                       | 「絶対ヤバい対決だらけスペシャル」内で放送。                                                                   |
| 76 | 11月23日       | 3番組対抗SP                                                                                                | 3番組対抗SP                                              | 「人気バラエティ合体！！はねるホンマ！？123」に内包の上放送                                                    |
| 77 | 11月23日       | 夫婦対抗戦SP                                                                                               | 夫婦対抗戦SP                                             | 「人気バラエティ合体！！はねるホンマ！？123」に内包の上放送                                                    |
| 78 | 12月14日       | 仲良しNo.1決定戦                                                                                           | 仲良しNo.1決定戦                                         | 2時間スペシャル内で放送。                                                                                      |
| 79 | 12月28日       | 2011年の顔の運試しSP                                                                                       | 2011年の顔の運試しSP                                     | 「2011年のお顔だらけスペシャル」内で放送。                                                                     |
| 80 | 2012年2月1日   | 2012年の運試しSP                                                                                           | 2012年の運試しSP                                         | |
| 81 | 2月15日        | 名字対抗戦SP                                                                                               | 名字対抗戦SP                                             | 「堤下が父みしたに！？スペシャル」内で放送。                                                                   |
| 82 | 4月4日         | 梶原、堤下、秋山、渡部建（アンジャッシュ）                                                                 | 天海祐希 、石田ゆり子 、大島優子（当時AKB48)             | 3時間スペシャル内で放送。                                                                                      |
| 83 | 4月25日        | 高額商品総額 ほぼ1000万円スペシャル                                                                        | 高額商品総額 ほぼ1000万円スペシャル                      | 2時間スペシャル。                                                                                              |
| 84 | 5月9日         | 宇宙兄弟VS塚地兄弟SP                                                                                       | 宇宙兄弟VS塚地兄弟SP                                     | 小栗旬 岡田将生と塚地兄弟（塚地、塚地の実弟）との対抗戦。                                                      |
| 85 | 6月13日        | 女子だけ大会                                                                                               | 女子だけ大会                                             | |
| 86 | 6月20日        | 塚地、飯尾和樹（ずん）、斎藤慎二（ジャングルポケット）、岩尾望（フットボールアワー）、RG（レイザーラモン） | BIGBANG                                                  | 芸人メンバーはBIGBANGのパロディキャラクター「B級BANG」として出演。                                             |
| 87 | 6月27日        | 小木博明（おぎやはぎ）、田中卓志（アンガールズ）、高橋健一（当時キングオブコメディ）                       | 伊藤英明、 加藤あい 、佐藤隆太、 仲里依紗                | 芸人メンバーは「小木軍団」として出演。                                                                         |
| 88 | 8月29日        | 塚地、秋山、チュートリアル                                                                                 | 佐藤健                                                   | コーナー最終回。                                                                                               |

## その他のルール・特別企画

### メンバー全員参加SP
2011年3月16日放送では、「メンバー全員参加SP」としてその後に行う「ババデミー大賞」の準備をしていた馬場以外のレギュラー全員が主婦の扮装無し（番組ロゴTシャツとジーンズの軽装姿）で挑戦。北陽の2人も挑戦側に回った為、加藤綾子（フジテレビアナウンサー）がレジ係を担当。1品ごとに加藤がメンバーの名前が書かれたボールを抽選で引き、選ばれた人が目利きをするルールで実施、ボールはボックスに戻される為、可能性によっては2品以上出番が回ってくる人や出番の回ってこない人も現れる。同年5月25日放送でも、レジ係に番組ナレーターの中村仁美（フジテレビアナウンサー）を、ゲストに香取慎吾を迎えて同様のルールで行ったが、香取のボールが引かれないまま終わり、見せ場が無かった香取が暴れ回る顛末であった。

### アンフェアルール
2011年9月14日放送では、高額商品を購入した場合、次の人へ順番が回らずに100円（あるいはそれ未満の）商品を購入するまで買い物を続けなければならないルールが追加された。その名も「アンフェアルール」。名前の由来はこの放送回に映画「アンフェア the answer」出演の篠原涼子などが出演していた為。ルール発動中の値段発表直前に流れるBGMは、同映画のテーマ曲「LOVE IS ECSTASY(歌・中島美嘉)」がお約束だった。この回では、常連客側でゲスト出演した河本準一が4回連続で高額商品を選んでしまっている。

### 出張スペシャル
2011年12月28日放送。この年の顔となった人達が、翌年の運試しも兼ねた目利きに挑戦。メンバーは基本的に挑戦しないが、話の流れによって参加させられる事もあった。翌2012年2月1日も同様のルールで行われた。

### 番組対抗戦
- 2011年10月19日放送分は、月曜日代表「私が恋愛できない理由」、火曜日代表「ナダールの穴」、水曜日「はねトび」としての三つ巴戦を行った。
- 2011年11月23日は、前半が「蜜の味」「サタデーナイトライブJPN」との対抗戦、後半は「いい夫婦対抗戦」として、5組の夫婦の対抗戦を行った。

### 高額商品総額 ほぼ1000万円スペシャル
2012年4月25日放送。名前の通り高額商品の総額がほぼ1000万円である。100万円以上の超高額商品が混じっている可能性があるので手袋を着用しなければならない。レジ係の北陽2人もどれが高いかは知らない。もし所持金が足りない場合は、セット脇に設けられた経理室分室へ移動し、磨りガラス越しに借金の手続きをするルールになる。挑戦者が高額商品を購入した場合、次の人へ順番が回らずに100円（あるいはそれ未満の）商品を購入するまで買い物を続けなければならない「アンフェアルール」とルールになっている。

## パーフェクト達成者
パーフェクト（高額商品を1つも買わずに終了すること）は、泉谷しげる、滝沢秀明、小栗旬、川合俊一、平井理央、櫻井翔、永井大、仲村トオル、観月ありさ、市川海老蔵、吉川晃司、谷村美月、江口洋介などが達成している。また、島田紳助、上戸彩、堀ちえみなども高額商品を選ばずに達成している（しかし、チームメイトが自腹を切り借金したり、チーム戦において割り勘での支払いがある）。
反対に、逆パーフェクト（100円の商品を選ばず全ての番において高額商品を買う）を岡田准一、小泉孝太郎、松田翔太が達成している。